# Edmund Entacher
Edmund Entacher (*30. září 1949 v Großarl, Rakousko) je bývalý rakouský generál. Od listopadu 2007 až do svého odvolání v lednu 2011 byl náčelníkem Generálního štábu Rakouských ozbrojených sil. Od 7. listopadu 2011 až do odchodu do důchodu na konci března 2013 byl opět náčelníkem Generálního štábu Rakouských ozbrojených sil.

## Život

### Vojenská kariéra
Po důstojnickém výcviku na Tereziánské vojenské akademii v letech 1971 až 1974 zastával různé funkce v 21. mysliveckém praporu v Kufsteinu. V letech 1979 až 1982 absolvoval důstojnický výcvik generálního štábu a poté byl vrchním vyučujícím pro taktiku, vedoucím Ústavu pro výcvik důstojníků a náčelníkem štábu Tereziánské vojenské akademie. V roce 1992 byl jmenován velitelem 3. brigády tankových granátníků v Mauternu na Dunaji. Vedl několik mezinárodních rozsáhlých cvičení a od roku 2002 byl velitelem Velitelství pozemních sil, než se v roce 2005 sloučilo s Velitelstvím ozbrojených sil a Velitelstvím mezinárodních operací. Od roku 2006 byl důstojníkem domobrany a od 1. října 2007 byl s účinností od 1. února 2008 pověřen výkonem funkce náčelníka generálního štábu. Proto drží hodnost generála.

### Propuštění
Po neshodách ohledně plánované reformy spolkové armády a kritice vyjádřené v médiích  ohledně plánovaného zrušení všeobecné branné povinnosti ministrem Darabosem, které sám ministr ještě krátce předtím označil za jediný životaschopný model pro Rakousko, byl Entacher 24. ledna 2011 odvolán ministrem obrany, později byl převelen do Centra podpory velení  a dočasně nahrazen svým předchozím zástupcem generálporučíkem Othmarem Commendou. Propuštění Entachera bylo často považováno za svévolné jednání ministra Darabose. Mezitím Entacher podnikl právní kroky proti jeho odvolání a získal podporu od spolkového prezidenta Heinze Fischera, vrchního velitele spolkové armády. Entacherovi bylo zasláno písemné oznámení o propuštění až na konci srpna 2011 s několikaměsíčním zpožděním.
Dne 7. listopadu 2011 jmenovací komise při Spolkovém kancléřství bez náhrady zrušila oznámení o odchodu z ministerstva obrany. Ministr poté oznámil, že si s generálem Entacherem vymění písemné instrukce.
Entacher odešel do důchodu na konci března 2013.